# John Smith (Disney)
John Smith è il protagonista maschile dei due film d'animazione Disney Pocahontas e Pocahontas II - Viaggio nel nuovo mondo. È doppiato in originale da Mel Gibson (primo film) e Donal Gibson (secondo film), mentre in lingua italiana è doppiato in tutti e due i film da Pino Insegno. John Smith è un capitano che, nel corso della sua missione in Virginia, incontra la protagonista Pocahontas, con la quale stringerà una lunga relazione. L'amore per Pocahontas porterà Smith a schierarsi dalla parte degli indiani e lo convincerà a combattere il perfido Governatore Ratcliffe, intenzionato ad impossessarsi delle immense ricchezze del Nuovo Mondo.
Creduto morto all'inizio del secondo film, Smith ricomparirà in seguito per aiutare Pocahontas nell'ultima battaglia contro Ratcliffe.

## Biografia del personaggio

### Pocahontas(1995)
John Smith è un esploratore inglese molto ben noto a Londra per aver affrontato e sconfitto in moltissime occasioni gli indiani del Nuovo Mondo. Proprio per queste sue grandi imprese Smith viene scelto per far parte della Compagnia della Virginia, inviata da Re Giacomo I al fine di impossessarsi delle sue immense ricchezze sotto l'esempio dei conquistatori Spagnoli.
Durante un'esplorazione da solo Smith incontra per la prima volta Pocahontas e si convince delle effettive capacità degli indigeni del luogo, nonché della loro innocenza e del loro amore nei confronti della natura. Smith e Pocahontas si incontrano più volte di nascosto e arrivando ad innamorarsi, ma sia i compagni di Smith che di Pocahontas vedono male questa relazione. Durante un loro incontro, però, Kocoum, promesso sposo di Pocahontas, vede i due protagonisti baciarsi e, rosso dall'invidia e dalla rabbia, si precipita sul capitano per ucciderlo. Thomas, amico di Smith e membro del suo equipaggio, spara all'indiano per salvare il compagno. Smith si addossa la colpa di Thomas e viene catturato dagli indiani, i quali lo condannano a morte.
Powatan, capo indiano e padre di Pocahontas, si prepara ad uccidere Smith davanti a tutti gli indiani e agli stessi uomini del capitano, ma Pocahontas accorre in aiuto dell'amato e convince il padre a liberarlo e a fermare l'imminente battaglia. Nonostante l'offerta di pace di Pocahontas e alla tenerezza palesata tra i protagonisti, il Governatore Ratcliffe tenta di sparare a Powatan, ma Smith gli fa da scudo e viene colpito al posto del capo indiano.
I compagni di Smith, dopo aver incatenato e imbavagliato il Governatore Ratcliffe, portano il compagno ferito sulla nave in partenza per l'Inghilterra, luogo in cui Smith potrà avere le giuste cure. John Smith, dunque, saluta Pocahontas e il suo popolo, del quale diventa grande amico.

### Pocahontas II - Viaggio nel nuovo mondo(1998)
Nel secondo film Smith, sopravvissuto alla ferita riportata in Virginia, viene accusato ingiustamente di tradimento dal perfido Ratcliffe e condannato a morte. Durante la fuga Smith incontra Ratcliffe, il quale lo fa precipitare da un palazzo di Londra nel fiume. Il corpo di Smith non viene ritrovato e, quindi, Ratcliffe lo dà per morto, informando il re del decesso.
In realtà Smith è sopravvissuto e, quando Pocahontas viene arrestata a corte, si unisce a John Rolfe per liberarla. Successivamente, dopo aver rilevato al re che il traditore è in realtà Ratcliffe, Smith si dirige al porto per fermare l'armata del perfido governatore diretta in Virginia per uccidere il popolo di Pocahontas. In questo frangente affronta Ratcliffe e, grazie all'aiuto di John Rolfe, riesce a catturarlo e a consegnarlo al re.
Smith, di nuovo acclamato a corte e colmo di gloria, riceve una nave e offre a Pocahontas la possibilità si salpare con lui alla scoperta di nuove terre. Pocahontas, però, rifiuta in quanto si rende conto di amare John Rolfe. A malincuore Smith decide di rispettare la decisione di Pocahontas e lascia la donna amata per sempre.

## Caratterizzazione

### Aspetto
John Smith è dipinto come un uomo alto, affascinante, prestante fisicamente, slanciato ed attraente. Le caratteristiche che maggiormente risaltano in John sono i suoi capelli biondi (che gli cadono sulle spalle), lo sguardo tagliente caratterizzato dai chiarissimi occhi azzurri, e un sorrisetto compiaciuto perennemente stampato sulle labbra, caratteristica che irrita parecchio i suoi avversari, specialmente il perfido Ratcliffe. Nonostante questo, Smith ispira fin dalla prima impressione l'idea di una brava persona.
Queste caratteristiche sono, però, in contrasto con il vero John Smith che, nelle illustrazioni dell'epoca (Seicento), era raffigurato con i capelli neri e una folta barba del medesimo colore.
Solitamente il personaggio veste con un giubbotto blu senza maniche, pantaloni blu e stivali neri (marroni nel secondo film). Quando è in battaglia o in esplorazione, il giubbotto è sostituito da un'armatura, sempre senza maniche, mentre in testa porta un elmetto, sempre di colore blu. Porta anche un fucile dietro la schiena e una borsa marrone con dentro delle mappe, dei biscotti (di cui va matto il procione Meeko) e una bussola che, successivamente nel corso del primo film, regalerà a Pocahontas.
Nel secondo film, in alcune occasioni, il personaggio indossa anche un mantello con cappuccio che gli copre il volto. Inoltre, nel finale del film, lo si vede indossare anche abiti eleganti, degni della corte di Londra.

### Personalità
John Smith è dipinto come il classico avventuriero: sicuro di sé, atletico, coraggioso e soprattutto sempre alla ricerca di nuovi mondi da scoprire. Affronta mille avventure sempre con il sorriso sulle labbra, non curandosi dei pericoli; oltretutto è dotato anche di nervi molto saldi ed è in grado di sopprimere le proprie emozioni ed agire freddamente senza lasciarsi condizionare dalla situazione. Queste qualità lo rendono un ottimo capitano e una persona particolarmente benvoluta dal resto dell'equipaggio della sua nave, ad eccezione del Governatore Ratcliffe, che lo odia e invidia particolarmente.
Come i suoi compagni d'equipaggio, Smith vede gli indiani solo come dei "selvaggi", ma differentemente da loro ha una mente molto più predisposta alla valutazione oggettiva e razionale, cosa che rende molto più semplice il suo approccio con la protagonista Pocahontas. Di quest'ultima Smith si innamora profondamente, al punto tale da mettere a repentaglio la sua stessa vita per il bene di lei e del suo popolo, anche fare da scudo per proteggere il capo Powhatan. Il suo coraggio e il suo sincero amore per Pocahontas lo porta, dunque, a guadagnarsi anche la fiducia degli indiani, cosa alquanto rara tra gli inglesi.
Caratteristiche principali del personaggio sono anche il suo gran senso dell'umorismo e i suoi commenti sarcastici che non tralascia mai, neppure davanti agli avversari e nelle situazioni di maggior pericolo. Smith ha anche un grande senso di amicizia, come quando decide di addossarsi la colpa per l'omicidio di Kocoum per salvare il vero responsabile, il suo amico Thomas, oppure quando salva sempre quest'ultimo dal mare in tempesta.
Nel primo film Smith ha avuto una relazione sentimentale con Pocahontas che, in seguito al suo ritorno, tenterà di recuperare, quando tuttavia capirà che quest'ultima è innamorata di John Rolfe si farà da parte per rispettare la decisione della sua amata. Differentemente dal rapporto con Pocahontas, con il procione Meeko e con Nonna Salice, Smith dimostra un vicendevole antagonismo con il colibrì azzurro Flit, sebbene alla fine del primo film i due riescano finalmente a diventare amici. Anche con John Rolfe c'è un certo antagonismo, essendo entrambi innamorati della stessa donna, ma nonostante questo i due si rispettano profondamente.

### Abilità
(John Smith a Thomas)
John Smith è dotato di una grande intelligenza tattica e di una forte leadership, tanto che si dimostra perfettamente capace di sopportare sulle sue spalle la responsabilità di guidare l'intera Compagnia della Virginia. Possiede anche una notevole agilità e forza fisica, tanto da essere capace di scalare a mani nude una parete rocciosa, ed è anche un abile spadaccino, tanto da essere capace di affrontare più persone contemporaneamente. Oltretutto è capace di usare qualsiasi tipologia di arma da fuoco ed è dotato di una mira praticamente infallibile. Smith ha la particolarità di mirare al bersaglio avendo entrambi gli occhi aperti. Tale trucco viene insegnato da Smith al suo amico Thomas. Soprattutto nel secondo film, Smith non combatte sempre regolarmente, ovvero con la spada o con altre armi, ma utilizza anche diversi oggetti per facilitarsi e velocizzare l'esito del combattimento. Queste sue trovate lui li chiama "colpi di stile".

## Concezione e sviluppo

### Scrittura
Dopo la grande accoglienza de La bella e la bestia, l'allora presidente della Walt Disney Pictures, Jeffrey Katzenberg, decise di realizzare un nuovo film romantico d'animazione nella speranza di replicare il successo del film precedente. Katzenberg pensò alla storia di Pocahontas e propose alcune modifiche alla storia originale, in particolare ridurre la differenza d'età tra John Smith e Pocahontas (che aveva solo 12 anni all'epoca del suo incontro con il colono inglese).
Il supervisore della storia Tom Sito, che divenne il consulente storico non ufficiale del progetto, svolse ricerche approfondite sulla prima era coloniale e sulla storia di John Smith e Pocahontas. Sito scartò dalla storia John Rolfe, poiché riteneva la storia tra quest'ultimo e Pocahontas "troppo complicata e violenta per un pubblico giovane". Oltre a ridurre la differenza di età tra Pocahontas, che nel film divenne una giovane donna, e Smith, Sito decise di modificare la personalità del colono inglese, che nella realtà era tutt'altro che simpatico.

### Doppiaggio
Sean Bean era stato considerato per la voce di John Smith, ma i produttori lo scartarono successivamente poiché volevano un attore che fosse molto famoso in America. Fu così scelto Mel Gibson, all'epoca alla sua prima esperienza di doppiaggio. L'attore accettò la parte perché voleva fare "qualcosa per i suoi figli". In notevole contrasto con i precedenti doppiatori per i film d'animazione Disney, Gibson ha fornito la voce cantata per il suo personaggio, che l'attore ha descritto come la parte più difficile del suo ruolo.
Mel Gibson verrà, in seguito, sostituito dal fratello Donal nel sequel.

### Design
I primi design di John Smith erano molto fedeli al personaggio storico: era raffigurato "sciatto", barbuto e armato di pugnali e coltelli. John Pomeroy, che si occupò dell'animazione di Smith insieme ad altri 14 animatori, decise di dare al personaggio un aspetto più semplice e per farlo si ispirò ai volti di Errol Flynn, attore statunitense di origine australiana, e di Gibson.

## Il "vero" John Smith
John Smith è liberamente ispirato all'omonima figura storica che fu primo presidente della colonia della Virginia dal 1607 al 1609 e che incontrò davvero la nativa americana Pocahontas durante il conflitto con la Confederazione Powhatan.